# Conferenza di pace Ginevra 2
La conferenza di pace Ginevra 2 è una conferenza internazionale appoggiata dall'ONU che si è tenuta a Montreux il 22 gennaio 2014 e a Ginevra dal 23 al 31 gennaio 2014. Un secondo turno di negoziati ha avuto luogo dal 10 al 15 febbraio 2014.
L'incontro aveva come principale obiettivo il raggiungimento di una soluzione politica alla crisi siriana. Si sono incontrate le delegazioni rappresentanti il governo siriano e la Coalizione Nazionale Siriana, principale organismo politico dell'opposizione, anche se non rappresentante la totalità delle formazioni ribelli.
La conferenza è stata organizzata dall'inviato speciale dell'ONU Lakhdar Brahimi in collaborazione con i governi di Stati Uniti e Russia.

## Antefatti
La conferenza viene chiamata "Ginevra 2 " in quanto successiva ad un'altra riunione, ribattezzata in seguito Ginevra 1, tenutasi nella città svizzera il 30 giugno 2012. In quell'occasione l'allora inviato speciale dell'ONU per la Siria, Kofi Annan, aveva organizzato una riunione con i ministri degli esteri di USA, Russia, Cina e Regno Unito allo scopo di individuare una strategia di pace comune da presentare alle parti in lotta. Il ministro degli esteri britannico William Hague, parlando anche a nome del governo francese, non presente alla conferenza, annunciò che i 5 membri permanenti del consiglio di sicurezza dell'ONU avevano trovato un accordo per proporre la formazione di un nuovo governo in Siria contenente esponenti del governo in carica e dell'opposizione, ma con l'assenza di Bashar al-Assad.
Tale proposta è la base su cui Lakhdar Brahimi, che ha sostituito Kofi Annan come inviato speciale ONU per la Siria, ha costruito la conferenza internazionale Ginevra 2.

## Adesioni
La creazione della lista dei partecipanti alla conferenza ha comportato un notevole sforzo diplomatico sia da parte dell'ONU che da parte di Stati Uniti e Russia. L'obiettivo era invitare tutte le parti in causa nel conflitto siriano e i principali attori regionali, allo scopo di ottenere una soluzione il più condivisa possibile.
Il governo siriano ha accettato ufficialmente l'invito solo il 16 gennaio 2014, al termine di una lunga polemica con il segretario di Stato americano John Kerry che intendeva porre le dimissioni di Bashar al-Assad come precondizione alla trattativa. Richiesta poi ritirata.
La Coalizione Nazionale Siriana, principale riferimento politico dell'opposizione siriana, cambia più volte la sua decisione di partecipare, rendendola definitiva solo il 18 gennaio 2014 a seguito di una votazione tra i suoi membri. La mancata unanimità tra i membri della coalizione (58 a favore, 14 contro e 1 astenuto) riflette una profonda divisione politica tra le diverse anime della ribellione. Inoltre tutte le formazioni ribelli islamiste e jihadiste che non si riconoscono nella Coalizione Nazionale Siriana (tra cui il Fronte Islamico, il Fronte al-Nusra e lo Stato Islamico dell'Iraq e Levante) non partecipano alla conferenza e rifiutano ogni soluzione politica alla crisi siriana.
Il fronte curdo ha accettato di partecipare alla conferenza il 20 dicembre 2013 con la rappresentanza unitaria dei due principali partiti: il Consiglio Nazionale Curdo e il Partito dell'Unione Democratica. I curdi hanno accettato di partecipare senza precondizioni con la richiesta della creazione in Siria di uno stato laico e federale.
Tra le Nazioni partecipanti, ha creato problemi l'invito dell'Iran: principale sostenitore del governo siriano. La sua presenza è infatti ostacolata dagli stati del Golfo e dagli Stati Uniti, mentre è incoraggiata dalla Russia. Anche l'Italia ha operato perché l'Iran partecipasse alla conferenza. Tuttavia dopo un primo invito ufficiale da parte dell'ONU il 20 gennaio 2014, la presenza dell'Iran viene esclusa dal rischio di ritiro della delegazione dell'opposizione siriana.

## Partecipanti

### Organizzazioni internazionali
- Nazioni Unite
- Unione europea
- Lega araba
- Organizzazione della cooperazione islamica

### Stati e soggetti di diritto internazionale pubblico
| - Algeria - Arabia Saudita - Australia - Bahrein - Belgio - Brasile - Canada - Cina - Città del Vaticano - Corea del Sud - Danimarca - Egitto - Emirati Arabi Uniti - Francia - Germania - Giappone - Giordania - Grecia - India - Indonesia | - Iraq - Italia - Kuwait - Libano - Lussemburgo - Marocco - Messico - Norvegia - Oman - Paesi Bassi - Qatar - Regno Unito - Russia - Spagna - Stati Uniti - Sudafrica - Svezia - Svizzera - Turchia |

## Svolgimento della conferenza

### Apertura dei lavori
La conferenza viene aperta a Montreux il 22 gennaio 2014 con le dichiarazioni di apertura dei lavori da parte dei ministri degli esteri delle nazioni invitate. Il segretario generale dell'ONU, Ban Ki-moon saluta le delegazioni siriane sottolineando che solo il popolo siriano può decidere il proprio futuro politico e che i siriani devono incontrarsi per poter salvare il proprio Paese. Tuttavia le prime frizioni si sviluppano dopo il discorso di John Kerry, segretario di stato USA, che auspica l'allontanamento dal potere di Bashar al-Assad e imputa al presidente siriano la responsabilità di aver fatto emergere il terrorismo in Siria.
Successivamente le due delegazioni siriane (ai curdi non è stato concesso di presentarsi in maniera indipendente) rilasciano dichiarazioni infuocate che rischiano di far naufragare la conferenza fin dal primo giorno.
Il governo siriano, per voce del Ministro degli Esteri Walid Muallem accusa di ingerenze il governo americano e gli Stati del Golfo di fomentare il terrorismo. Inoltre apostrofa i delegati dell'opposizione come "traditori".
Il presidente della Coalizione Nazionale Siriana, Ahmad Jarba, chiama "criminali" i delegati del governo e li accusa di aver perpetrato "torture sistematiche" ai danni del popolo siriano. Inoltre paragona il governo siriano alla Germania nazista.

### Prima fase dei colloqui
Il 24 gennaio si verifica il primo incontro, allo stesso tavolo, delle due delegazioni siriane alla presenza dell'inviato speciale ONU Lakhdar Brahimi, nel ruolo di mediatore. Tuttavia l'abissale distanza di opinione soprattutto sul ruolo futuro del presidente Bashar al-Assad interrompe l'incontro dopo poche ore e la delegazione governativa minaccia di abbandonare la conferenza. Inoltre la delegazione governativa chiede di inserire nella discussione il problema del sostegno straniero ai "terroristi ribelli". A seguito di incontri separati con Lakhdar Brahimi, le due delegazioni accettano di incontrarsi il giorno successivo.
Il 25 gennaio le due delegazioni siriane si incontrano brevemente, ormai rinunciando ad individuare un accordo di pace complessivo. La discussione si concentra sul possibile intervento umanitario in alcune aree del paese e la realizzazione di tregue locali. Anche su questi punti le delegazioni divergono. Lakhdar Brahimi dichiara che "la situazione è estremamente complessa e ci si muove a piccoli passi" e che, sebbene le delegazioni siano sedute allo stesso tavolo, non si parlano direttamente, rivolgendosi sempre al delegato ONU.
Il 26 gennaio prosegue la discussione sugli aiuti umanitari nelle aree della Siria più in difficoltà. Sembra infatti che su questo tema possano essere fatti progressi. Il governo siriano dichiara che potrebbe provvedere autonomamente all'aiuto alla popolazione civile nelle zone di combattimento, ma che i convogli sono attaccati dai ribelli, che usano i civili come scudi umani. Viene inoltre introdotto il tema di un possibile scambio di prigionieri, sebbene il governo consideri i prigionieri dei ribelli come "rapiti" e i ribelli accusino il governo di "torturare gli arrestati".
A fine giornata si arriva ad un accordo sull'evacuazione di civili dalla città di Homs, sotto assedio da parte delle truppe governative. Il governo accetta di aprire un corridoio di evacuazione per donne e bambini, ma chiede una lista di nomi degli adulti maschi in modo da controllare la loro eventuale affiliazione a gruppi armati. Vi sono aperture anche sul fronte dello scambio di prigionieri: la delegazione dei ribelli accetta di consegnare una lista con i nomi dei detenuti, sebbene riconosca di avere informazioni solo riguardanti i soldati catturati dall'Esercito siriano libero.
Il giorno seguente i delegati ONU in Siria entrano in contatto con le forze ribelli nelle zone sotto assedio di Homs per pianificare l'accesso degli aiuti umanitari e la creazione del corridoio per i profughi. Il governo siriano prende tempo per evitare un eventuale rafforzamento delle posizioni ribelli nella città vecchia. Alla conferenza il dialogo si concentra nuovamente sul ruolo politico del presidente Assad, polarizzando nuovamente le delegazioni e allontanando un accordo di pace complessivo.
Il 29 gennaio i rappresentanti di Stati Uniti e Russia affiancano rispettivamente le delegazioni dei ribelli siriani e quella governativa, spingendoli a discutere i punti contenuti nel documento conclusivo della conferenza "Ginevra 1". Tuttavia Lakhdar Brahimi riconosce che le differenze tra le due parti rimangono "molto ampie".
Il 31 gennaio si conclude la prima fase dei colloqui di pace. Le delegazioni abbandonano il tavolo di trattativa e nelle dichiarazioni finali si insultano a vicenda. Walid Muallem, ministro degli esteri siriano, apostrofa come "immatura" la delegazione ribelle e l'accusa di aver cercato di fare naufragare i colloqui. Ahmad Jarba invece accusa il governo siriano di conoscere soltanto "sangue e morte". Viene sospesa anche la discussione sull'intervento umanitario a Homs.
Lakhdar Brahimi dichiara che l'atmosfera durante i colloqui è sempre stata tesa e riconosce che ogni tipo di accordo soffrirebbe dell'assenza delle delegazioni dei ribelli islamisti.

### Operazione umanitaria a Homs
Sulla base dei colloqui di pace di Ginevra, il 7 febbraio entra in vigore una tregua di 3 giorni a Homs. I convogli dell'ONU riescono ad accedere al centro della città e fornire viveri e assistenza medica a 2.500 persone. 83 persone, tra donne e bambini, possono lasciare la città.
La tregua, sebbene occasionalmente interrotta, dura fino al 17 febbraio e permette l'evacuazione di almeno 1.400 civili.

### Seconda fase dei colloqui
Il 10 febbraio 2014 le delegazioni siriane si incontrano nuovamente a Ginevra. Tuttavia i colloqui di fatto non hanno luogo. A differenza della prima fase in cui le due delegazioni avevano accettato di discutere su alcuni punti, adesso non accettano neanche di sedersi allo stesso tavolo, rimanendo fermi sulle proprie posizioni. Non viene trovato un accordo neppure sullo scopo dei colloqui e si arriva al completo stallo. Anche l'intervento umanitario ad Homs trova nuovi ostacoli. Sono le stesse Nazioni Unite a temere le conseguenze dell'evacuazione dei civili, ovvero un bombardamento a tappeto della città. Tuttavia l'operazione di evacuazione prosegue.
A rendere ancora più complesso lo svolgimento della conferenza vi è l'allontanamento delle posizioni anche dei principali sostenitori delle due delegazioni, ovvero Stati Uniti e Russia. Il ministro degli esteri russo Sergej Lavrov accusa la delegazione statunitense di "sabotare i lavori".
Il 14 febbraio 2014 i negoziati a Ginevra si chiudono senza nessun accordo politico tra le due delegazioni e l'inviato speciale dell'ONU, Lakhdar Brahimi, annuncia il fallimento "scusandosi con il popolo siriano".